# Шеховцов, Сергей Васильевич
Сергей Васильевич Шеховцов (9 декабря 1969, Сальск) — российский художник, скульптор, избравший в качестве основного материала поролон.

## Биография
Родился 9 декабря 1969 года в Сальске. Начав учёбу в Ростовском художественном училище им. М. Б. Грекова, перевёлся на 3 курс в Художественный институт им. Сурикова (мастерская Николая Андронова), который окончил  в 1996 году.
В конце 1990-х обитал в сквоте на Бауманской в Москве, наряду с Авдеем Тер-Оганьяном, Владимиром Анзельмом, Валерием Кошляковым, Владимиром Дубоссарским, Юрием Шабельниковым.
В 2004 году инсталляция С. Шеховцова «Кинотеатр» представляла Россию на биеннале современного искусства в Сан-Паулу, Бразилия.
В 2013 году Сергей Шеховцов разработал призовую статуэтку ежегодной премии «The Art Newspaper Russia»: статуэтка выполнена из поролона в виде перекрещивающихся, как стрелки часов Биг-Бена и Спасской башни Кремля, что «подчеркивает синхронизацию России с мировым художественным процессом».
Живёт и работает в Москве.

## Работы находятся в собраниях
- Государственная Третьяковская галерея, Москва[4][5]
- Государственный Центр современного искусства, Москва
- Московский музей современного искусства
- музей «Beelden aan zee», Голландия
- частные коллекции

## Персональные выставки
- 2019 — «Бар MOSCOW LAND». Галерея JART, Москва.[6]
- 2018 — «Погром». Галерея JART, Москва.[7]
- 2011 — «Пена». Музей PERMM, Пермь.[5][8][9]
- 2008 — «Трон». Галерея XL, Москва.
- 2006 — «Парк». Галерея Нины Лумер, Милан.
- 2006 — «Мир поролона». Галерея Анна Нова, Санкт-Петербург.
- 2006 — «Зоопарк». Галерея «Orel Art», Париж.
- 2004 — «Эфемерное искусство». Государственная Третьяковская галерея, Москва.
- 2004 — «Попурри». Галерея «Риджина», Москва.
- 2004 — «Золотая клетка». Галерея «Риджина», Москва.
- 2004 — «Певица». Государственная Третьяковская галерея, Москва
- 2003 — «Элитное занятие» (совм. с В. Кошляковым). Галерея «Риджина», Москва.
- 2002 — «Мочалки». Галерея «Риджина», Москва.
- 2002 — «Губчатые». Галерея «Риджина», Москва.

## Избранные групповые выставки
- 2013 — «Сны для тех, кто бодрствует». Московский музей современного искусства[10]